# Declaración de Kono

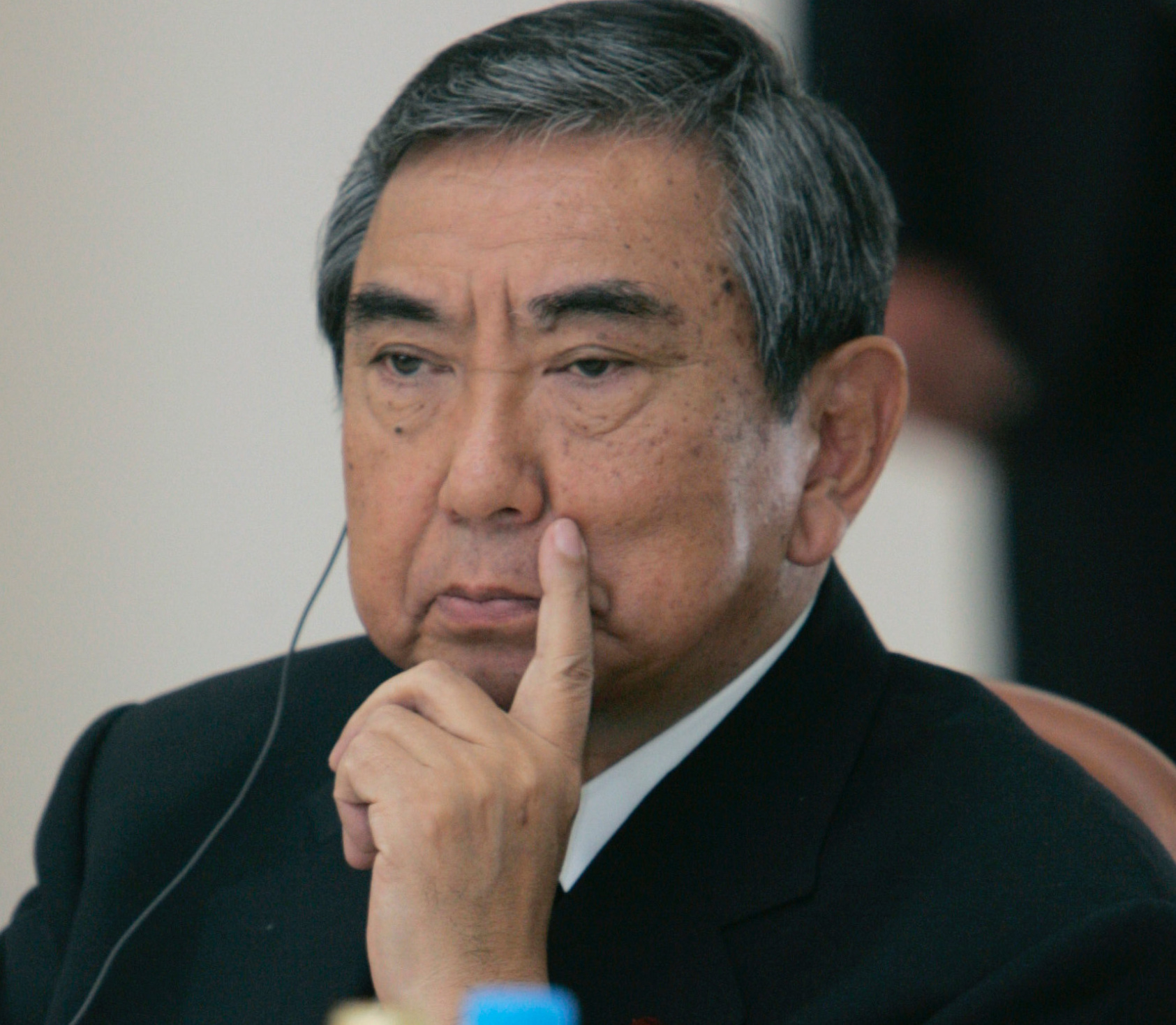
Yōhei Kōno

La declaración de Kono es una declaración pública del secretario general del gobierno japonés Yōhei Kōno. Fue efectuada el 4 de agosto de 1993, y a lo largo de la misma el político admitió como conclusión de un estudio gubernamental que durante la Segunda Guerra Mundial el ejército imperial japonés obligó a cientos de mujeres a trabajar en burdeles militares. Fueron conocidas como mujeres de consuelo. 
Previamente y durante años, el gobierno japonés había negado explícitamente que las mujeres hubieran sido obligadas hasta ese punto.

## Contenido
En la declaración de Kono se reconoció que "el entonces ejército japonés estuvo directamente o indirectamente involucrado en la puesta en funcionamiento y en la gestión de las estaciones de consuelo". Vivieron en la miseria en las llamadas estaciones de consuelo en una atmósfera coercitiva".

## Reacciones
La declaración de Kono fue objeto de críticas por parte de algunos políticos conservadores japoneses.